# 1526.
◄ | 15. stoljeće | 16. stoljeće | 17. stoljeće | ►
◄ | 1490-ih | 1500-ih | 1510-ih | 1520-ih | 1530-ih | 1540-ih | 1550-ih | ►
◄◄ | ◄ | 1523. | 1524. | 1525. | 1526. | 1527. | 1528. | 1529. | ► | ►►
Arhitektura • Astronomija • Glazba • Kazalište • Kiparstvo • Knjige • Književnost • Kršćanstvo • Medicina • Politika • Pravo • Promet • Slikarstvo • Znanost

## Događaji
- 10. travnja – Francisco Pizarro otplovi na svoju drugu ekspediciju u južnu Ameriku.
- 21. kolovoza – Alonso de Salazar otkriva Maršalove Otoke.
- Osnivanje Mogulske države u sjevernoj Indiji.

### Mohačka bitka i njezine posljedice
- 14. kolovoza – Osijek se predaje osvajačima Osmanskog Carstva.
- 29. kolovoza – Bitka na Mohačkom polju: Sultan Sulejman I. pobijedio je na Mohačkom polju češkog i ugarsko-hrvatskog kralja Ludovika II. koji je poginuo. Nakon pada Mađarske, hrvatske zemlje postaju prva linija ("predziđe kršćanstva" – Antemurale Christianitatis) obrane kršćanskog Zapada od islama.
- Kraj personalne unije Hrvatske i kraljevine Ugarske
- 24. listopada – Ferdinand I. izabran je za češkog kralja
- 16. prosinca – Manji dio ugarskog plemstva izabrao Ferdinanda I. ugarskog kralja, dok se veći dio zajedno sa Slavonijom priklonio erdeljskom vojvodi Ivanu Zapolji.
- Hrvatsko plemstvo sastalo se u prosincu na Cetinskom saboru, a 1. siječnja 1527. izabralo Ferdinanda I. za hrvatskog kralja.

## Rođenja
- 1. siječnja – Sv. Louis Bertrand, dominikanac misionar († 1581.)
- 31. ožujka – Sv. Benedikt Moro, franjevac kapucin († 1589.)
- 12. travnja – Marc Antoine Muret (Muretus), francuski humanist († 1585.)
- 11. ožujka – Heinrich Rantzau, njemački humanist († 1598.)
- Dominik Đurđević, hrvatski diplomat, govornik i teolog († 1596.)
- Franjo Tahy, ugarski plemić († 1573.)

## Smrti
- 21. travnja – Ibrahim Lodhi, posljednji sultan Delhija
- 19. svibnja – Go-Kashiwabara, japanski car (* 1464.)
- 29. kolovoza – Ludovik II. Jagelović, ugarsko-hrvatski i češki kralj (* 1506.)
- Konrad Grebel, švicarski anabaptist (* oko 1498.)

## Vanjske poveznice
|  | Zajednički poslužitelj ima još gradiva o temi 1526. |